# دوريان ويات-سميثي
دوريان وياتسميثي (الاسم العلمي: Durio wyatt-smithii) هو نوع نباتي يتبع جنس الدوريان من فصيلة الخبازية